# Khu liên hợp thể thao Warner Park
Khu liên hợp thể thao Warner Park (tiếng Anh: Warner Park Sporting Complex) là một cơ sở thể thao ở Basseterre, Saint Kitts, Saint Kitts và Nevis. Sân bao gồm Sân vận động Warner Park, là một trong những sân tổ chức các trận đấu tại Giải vô địch cricket thế giới 2007. Khu liên hợp được đặt theo tên của Sir Thomas Warner, nhà thám hiểm đã thành lập thuộc địa đầu tiên của Anh trên đảo Saint Kitts.
Phần phía đông của khu liên hợp có sân vận động cricket, quầy bán thức ăn, trung tâm truyền thông và 4.000 chỗ ngồi. Sức chứa có thể được tăng lên đến 10.000 người cho các sự kiện lớn với khán đài tạm thời. Sân vận động được tài trợ phần lớn bởi Đài Loan với tổng số tiền tài trợ là 2,74 triệu đô la. Tổng chi phí dự án là 12 triệu đô la Mỹ, một nửa dành cho sân vận động cricket và một nửa dành cho các cơ sở bóng đá.
Phần phía tây có sân vận động bóng đá với sức chứa 3.500 người. Ở phần phía bắc của khu liên hợp, có ba sân quần vợt, ba sân bóng lưới/bóng chuyền, Học viện cricket Len Harris và một thảo nguyên nhỏ ngoài trời, Carnival City, được sử dụng chủ yếu để tổ chức các sự kiện carnival.

## Danh sách các trận có 5 cú đánh wicket
Tính đến 7 tháng 1 năm 2020
Tổng cộng có bảy trận đấu có 5 cú đánh wicket đã được thực hiện tại Warner Park, bao gồm một trận đấu Test và sáu trận đấu ODI.

### Trận đấu Test
| STT | Người giao bóng | Ngày                | Đội #1 | Đội #2 | Hiệp | O  | R   | W | Kết quả |
| --- | --------------- | ------------------- | ------ | ------ | ---- | -- | --- | - | ------- |
| 1   | Harbhajan Singh | 22 tháng 6 năm 2006 | Ấn Độ  | Tây Ấn | 1    | 44 | 147 | 5 | Hòa     |

### One Day International
| STT | Người giao bóng  | Ngày                | Đội #1                  | Đội #2      | Hiệp | O   | R  | W | Kết quả       |
| --- | ---------------- | ------------------- | ----------------------- | ----------- | ---- | --- | -- | - | ------------- |
| 1   | Mitchell Johnson | 6 tháng 7 năm 2008  | Úc                      | Tây Ấn      | 2    | 7,5 | 29 | 5 | Úc thắng      |
| 2   | Sunil Narine     | 16 tháng 7 năm 2012 | Tây Ấn                  | New Zealand | 2    | 10  | 27 | 5 | Tây Ấn thắng  |
| 3   | Imran Tahir      | 15 tháng 6 năm 2016 | Bản mẫu:Country data SA | Tây Ấn      | 2    | 9   | 45 | 7 | Nam Phi thắng |

| STT | Người giao bóng  | Ngày                | Đội #1                  | Đội #2      | Hiệp | O  | R  | W | Kết quả       |
| --- | ---------------- | ------------------- | ----------------------- | ----------- | ---- | -- | -- | - | ------------- |
| 1   | Dane van Niekerk | 7 tháng 11 năm 2013 | Bản mẫu:Country data SA | Tây Ấn      | 2    | 7  | 28 | 5 | Nam Phi thắng |
| 2   | Tremayne Smartt  | 12 tháng 9 năm 2014 | Tây Ấn                  | New Zealand | 1    | 10 | 24 | 5 | Tây Ấn thắng  |
| 3   | Shakera Selman   | 17 tháng 9 năm 2014 | Tây Ấn                  | New Zealand | 1    | 10 | 15 | 5 | Tây Ấn thắng  |